# تاواشی
|                                                                                         |  |  |
| کامنوکو تاواشی (سمت راست)؛ یک اسفنج لوفا که در ژاپن به هچیما تاواشی معروف است (سمت چپ). |  |  |

تاواشی به ژاپنی: たわし یا 束子 یک نوع دستمال شبیه هوله یا برس سنتی ژاپنی است که برای پاک کردن سطوح از آن استفاده می‌شود.